# 星野つぐみ
星野 つぐみ（ほしの つぐみ、1985年12月2日 - ）は、日本の元AV女優。
埼玉県出身。血液型：B型 、身長：142cm 、スリーサイズ：B80・W54・H82、Bカップ。足のサイズ22.5cm。

## 略歴
2004年に『新人、ゴックン調教』（MOODYZ）でAVデビュー。身長142cmのミニマム系でロリ系の人気キカタン（企画単体）女優。
みずなあんりと仲良しで、2人の共演も多かった。
2006年9月20日をもって完全引退した。

## 作品

### アダルトビデオ
2004年
- 新人、ゴックン調教（10月15日 MOODYZ）※デビュー作
- 少女いぢり（11月15日 MOODYZ）
- 爆乳娘と性奴隷（12月15日 MOODYZ）

2005年
- 学校で中出し（2月4日 GLAY'z）
- FairyDoll 20（2月11日 スマイリー）
- 小さな愛玩中〇生（3月2日 GLAY'z）
- FairyDoll Deep Fantasy（3月11日 スマイリー）
- Dolls 〜溺愛〜 [大切な玩具]（4月10日 ドリームチケット）※この時は身長143cmでした。
- メイドカフェのきれいなお姉さんがしてあげる（4月15日 ジェイモデル）
- 早熟ロリータ 3（5月1日 ワンズファクトリー）
- 恥辱女子校生 Vol.3（5月13日 ZEP STYLE）
- 素人変態マゾ調教 悶絶丸見え制服少女（5月13日 マルクス兄弟）
- again 青い性欲（5月15日 ドグマ）
- 女子校生拉致監禁 24（5月24日 ゴーゴーズ）
- 妹 〜禁断の中出し〜 2（6月10日 タカラ映像）
- 行列のできるロリータ肉便器（6月13日 マルクス兄弟）
- 星野つぐみ type妹（6月20日 ネクストイレブン）
- ぼくの子宮（7月15日 グリッターフィルムズ）
- 少女愛好家（7月16日 ガッツ）
- みるスポ!（7月19日 みるきぃぷりん♪）
- 好きにして!〜anything you want〜（7月23日 オーロラプロジェクト）
- センチメンタルジャーニー（7月28日 KUKI）オムニバス作品
- ツインテール 女子校生（8月5日 TMA）
- レスビアン ラブリー （8月18日 ハンドメイドビジョン）
- スク水女子校生（8月19日 デジタルバンク）オムニバス作品
- Milky Hi-School SEX 06（8月19日 みるきぃぷりん♪）
- 痴女ホテル （8月20日 イマージュ）
- トイ ドール（8月26日 オーロラ・プロジェクト）
- 21歳 乃亜（8月26日 芳友舎）
- トリプルエックス ニンフズ&ヴィーナス（9月10日 オーロラプロジェクト）
- 監禁女子校生ナマ中出しスペシャル（9月13日 マルクス兄弟）オムニバス作品
- こんでんすみるきぃ♪♪41（9月19日 みるきぃぷりん♪）
- 清純桜学園 転入生（9月20日 E．POWER（イーパワー））
- 本物痴漢師バス 2（9月20日 ホットエンターテイメント）
- エロランジェリーTVショッピング （9月20日 ネクストイレブン）
- シーサイドクィーンズ 2（9月21日 イマージュ）
- CHEERS! 9（9月21日 芳友舎）オムニバス作品
- お人形あそび 2（9月23日 デジタルバンク）
- リモコンバイブ 野外授業in沖縄（9月23日（セル）/9月29日（レンタル） 笠倉出版社）
- Fairy（9月24日 オーロラ・プロジェクト）
- girls portrait 1（9月30日 レックオーバー）
- ふたりぼっちの修学旅行（9月30日 KUKI）
- 横浜援交 14（10月5日 School Maniac）
- THE KING GAME（10月15日 アレックス）
- スケボーエンジェルス（10月15日 ジェイモデル）
- オナニー中毒少女（10月15日 ドグマ）
- 制服イマラチオ（10月17日 ロッソ）
- 接客中の女のマ○コを客にバレないようにイカせまくり!!（10月20日 SODクリエイト）
- 服従イラマチオ（10月21日 タカラ映像）
- 痴女狂い「汚いザーメン搾り出してあげる…」（10月21日 ビデオバンク）
- 黒Stocking 2（10月21日（セル）/10月28日（レンタル） 笠倉出版社）
- school i-dol （10月28日 ビッグモーカル）オムニバス作品
- Fairy Doll／ディープセレクト （11月11日 スマイリー）オムニバス作品
- Marionette Lady #04 （11月13日 ウエストメディア）
- エロネタクイズ国内予選（11月15日 アレックス）
- TOKYO PLAY GIRLS（11月15日 ジェイモデル）オムニバス作品
- ルーズソックス女子校生しか見たくない!4時間（11月18日 TMA）
- コスプレえっち つぐみ（11月19日 GLAY'z）オムニバス作品
- あめだま 01（11月19日 クロス）オムニバス作品
- 幼学生（12月12日）

2006年
- ゴックンガール 2（1月1日 アイデアポケット）
- 僕、専用。[Z]SPECIAL 時空の旅人（1月12日 ゴーゴーズ）
- 貧乳女子校生（1月19日 TMA）
- ロリはめ（1月20日 I.B.WORKS）
- めがねっ娘…。3（1月22日 メディアステーション）
- 黒髪女子校生 3（2月10日 ビッグモーカル）
- 思春期愛好家（2月16日 ガッツ）
- 禁断のロリ妄想 〜妹とセックス〜（3月1日 ワンズファクトリー）オムニバス作品
- ロリータ飼育狂時代 （3月3日 グローリークエスト）
- Age19歳（3月19日 クロス）オムニバス作品
- Iらぶ妹（3月20日 イマージュ）オムニバス作品
- 公共の乗り物で本当に起こったエロ話（3月20日 ホットエンターテイメント）オムニバス作品
- 夢のメイド御殿（4月1日 MOODYZ）
- 僕の童貞を奪ったのは妹のドスケベなオ○ンコだった…。（4月6日 アキノリ）
- 淫語オナニー愛好家 4（4月16日 ガッツ）
- 愛しのフェラチーオ III（5月12日 隼エージェンシー）
- 女子校生強制中出し IX（5月12日 隼エージェンシー）
- PORNOGRAPH 12（6月3日 グラフィス）
- 女子校生強姦（6月12日 隼エージェンシー）
- 女子高生×天然素材 （6月20日 NOVA）
- ロリロリ中出し IV （7月10日 隼エージェンシー）オムニバス作品
- こだわりの手コキ 4時間SP 40人のハンドメイド（7月10日 隼エージェンシー）
- 素人本生ビデオ VOL.10（8月8日、マンダリン）
- オナニスト 第14章（8月10日 隼エージェンシー）
- 集団メイドカフェジャック（8月19日 ドグマ）
- 拉致った女子校生に強制放尿とナマ中出し!!（9月1日 ワンズファクトリー）
- 絶対領域の女（9月22日 メディアバンク）
- ぶるまにあ（10月19日 みるきぃぷりん）
- 拉致監禁性的暴行 少女姦禁中出し（10月20日 映天）
- 強制レイプマニアックス 10（11月17日 メディアバンク）
- 騙し撮り5カメ美少女 7（12月8日 映天）
- 初!!ウブチンいじり あいしてあげるDVDプレミアム第9弾（12月20日 大洋図書）

2007年以降
- 夢のメイド御殿 至極のご奉仕乱交（2007年1月1日 MOODYZ）
- 女子校生強姦（2007年1月13日 隼エージェンシー）
- 『つぐ、AVで最後のハァハァ。』〜この星で1ばん小っちゃなAV女優（星野つぐみ）最後の一日のドキュメント〜（2007年2月13日 激弾カーニバル）※引退作
- 女子校生レイプVI　犯されまくる12人の女子校生 （2007年5月12日、隼エージェンシー）
- 「ロリはめコレクション40人・8時間」（6月8日・I.B.WORKS）
- マングリバイブ（2007年7月4日、中嶋興業）

他

### オリジナルビデオ
- 隣の未亡人（2005年11月22日 ティーエムシー）

### ピンク映画
- 白夜蝶（2006年8月4日 インターフィルム）